# Jolanda Verstraten
Jolanda Verstraten (Helden, 23 juni 1983), is een Nederlandse atlete, die zich heeft toegelegd op de middellange en lange afstand, de 3000 m steeple en het veldlopen. Zij werd driemaal Nederlands kampioene op de 3000 m steeple.

## Biografie
Haar eerste internationale ervaring in een groot toernooi deed Verstraten, lid van het Venlose Scopias, op in 2002. Zij nam toen deel aan de Europese kampioenschappen veldlopen in het Kroatische Medulin. Ze werd er 45e. Het leverde het kwartet Nederlandse meisjes, dat verder bestond uit Adriënne Herzog (5e), Selma Borst (25e) en Susan Kuijken (34e), in het landenklassement een vierde plaats op. Een jaar later maakte Verstraten eveneens deel uit van de Nederlandse ploeg voor het EK voor atleten onder 23 jaar in Bydgoszcz, waar zij op de 3000 m steeple een vijftiende plaats bereikte in 10.32,39.
In 2005 was zij er op dit toernooi, dat in Erfurt plaatsvond, opnieuw bij, maar ditmaal had zij pech en bereikte zij de steeplefinale niet. Weliswaar startte zij alert, maar viel bij een passage in de waterbak (halverwege de race) en was daarna kansloos voor de finale. Na afloop werd bekend dat ze bovendien gediskwalificeerd was.
In 2008 stopte Verstraten tijdelijk met haar artsenopleiding om zich meer op het hardlopen te kunnen concentreren. Sindsdien veroverde zij twee nationale titels en dook ze in 2008 te Ninove in België met 9.59,93 op de 3000 m steeple voor de eerste maal onder de 10 minuten.

## Nederlandse kampioenschappen
| Onderdeel      | Jaar             |
| -------------- | ---------------- |
| 3000 m steeple | 2008, 2009, 2013 |

## Persoonlijke records
Outdoor
| Afstand        | Prestatie | Datum            | Plaats       |
| -------------- | --------- | ---------------- | ------------ |
| 1500 m         | 4.30,41   | 1 mei 2008       | Sint-Niklaas |
| 3000 m         | 9.44,77   | 12 juni 2004     | Leiden       |
| 5000 m         | 17.04,10  | 21 juli 2007     | Brasschaat   |
| 10.000 m       | 35.57,5   | 1 mei 2004       | Gorinchem    |
| 3000 m steeple | 9.59,93   | 10 augustus 2008 | Ninove       |

Indoor
| Afstand | Prestatie | Datum            | Plaats |
| ------- | --------- | ---------------- | ------ |
| 3000 m  | 9.39,77   | 16 februari 2008 | Gent   |

Weg
| Afstand        | Prestatie | Datum            | Plaats  |
| -------------- | --------- | ---------------- | ------- |
| 10 km          | 35.04     | 7 september 2008 | Tilburg |
| halve marathon | 1:16.29   | 5 oktober 2008   | Breda   |

## Palmares

### 3000 m
- 2008:  NK indoor - 9.39,77

### 10.000 m
- 2011:  NK te Veenendaal - 38.23,64

### 3000 m steeple
- 2002:  NK - 10.42,72
- 2003: 15e EK U23 te Bydgoszcz - 10.32,39
- 2004:  NK - 10.29,81
- 2005: DQ EK U24 te Erfurt
- 2006:  NK - 10.36,98
- 2007:  NK - 10.24,68
- 2008:  NK - 10.12,75
- 2008: 7e Europacup landenteams First League te Leiria - 10.24,92
- 2009:  NK - 10.35,15
- 2010:  NK - 10.32,96
- 2012:  NK - 10.47,53
- 2013:  NK - 11.43,27
- 2015:  NK - 11.18,88
- 2016:  NK - 10.47,77

### 10 km
- 2005: 10e Tilburg Ten Miles - 37.00
- 2006: 16e Groet uit Schoorl - 36.05
- 2007: 18e Tilburg Ten Miles - 38.29
- 2008: 4e NK in Schoorl - 35.25
- 2008: 11e Tilburg Ten Miles - 35.04
- 2009: 8e NK in Tilburg - 35.46
- 2009: 14e Parelloop - 36.33
- 2010: 13e Parelloop - 37.18
- 2010: 8e Singelloop Utrecht - 36.06
- 2011: 12e Groet uit Schoor - 36.27
- 2012: 16e Parelloop - 36.32
- 2013: 21e Parelloop - 40.09

### 12 km
- 2012: 7e Zandvoort Circuit Run - 46.41

### halve marathon
- 2008: 5e halve marathon van Rotterdam - 1:16.31
- 2008: 6e Bredase Singelloop - 1:16.29
- 2009: 5e Bredase Singelloop - 1:18.50
- 2009: 8e NK in Den Haag - 1:19.20 (13e overall)
- 2010: 7e City-Pier-City Loop - 1:16.56

### veldlopen
- 1999: 10e Warandeloop - 7.29
- 2000: 8e Warandeloop - 14.58
- 2001: 5e Warandeloop - 14.23
- 2002: 45e EK junioren in Medulin - 13.17
- 2003: 20e Warandeloop - 22.30
- 2003: 8e NK in Harderwijk - 14.43
- 2004: 7e NK in Holten - 22.32
- 2004: 12e Warandeloop - 23.46
- 2005: 70e EK in Tilburg - 22.12
- 2005: 9e NK in Roggel - 22.32
- 2005: 20e Warandeloop - 21.27
- 2006: 8e NK in Norg - 30.04
- 2006: 15e Warandeloop - 25.54
- 2007: 7e NK in Wageningen - 26.27
- 2007: 25e Warandeloop - 31.51
- 2008:  NK in Rijen - 24.28
- 2009: 8e NK in Rijen - 25.09
- 2009: 16e Warandeloop - 30.33
- 2010: 8e NK in Hellendoorn - 31.35
- 2010: 17e Warandeloop - 29.19
- 2010: 7e Sylvestercross - 23.53
- 2011:  Mastboscross - 28.50
- 2011: 4e NK in Hellendoorn - 31.41
- 2011: 14e NK in Tilburg (Warandeloop) (lange afstand = 8000 m) - 30.58[1]

## Onderscheidingen
- 2009: Sporttrofee gem. Helden + sportster van het jaar